# كحلان (بني مطر)

تعديل مصدري - تعديل

كحلان هي إحدى قرى عزلة الثلث بمديرية بني مطر التابعة لمحافظة صنعاء، بلغ تعداد سكانها 249 نسمة حسب تعداد اليمن لعام 2004.